# Campo (Huesca)
Campo ist eine Gemeinde der Provinz Huesca in der Autonomen Gemeinschaft Aragonien in Spanien. Campo liegt in der Comarca Ribagorza am Fluss Ésera an der Mündung des Rialbo.

## Gemeindegebiet
Die Gemeinde umfasst die Ortschaften:
- Beleder (Belbedé)
- Campo

## Sprachliche Zuordnung
In Campo wird noch aragonesisch gesprochen. Bekannt wurde Campo durch den erfolgreichen Kampf gegen ein Stauseeprojekt am Río Ésera.

## Geschichte
Der Ort soll auf die Römerzeit zurückgehen.

## Bevölkerungsentwicklung
| 1991 | 1996 | 2001 | 2004 |
| ---- | ---- | ---- | ---- |
| 375  | 376  | 348  | 295  |

## Sehenswürdigkeiten

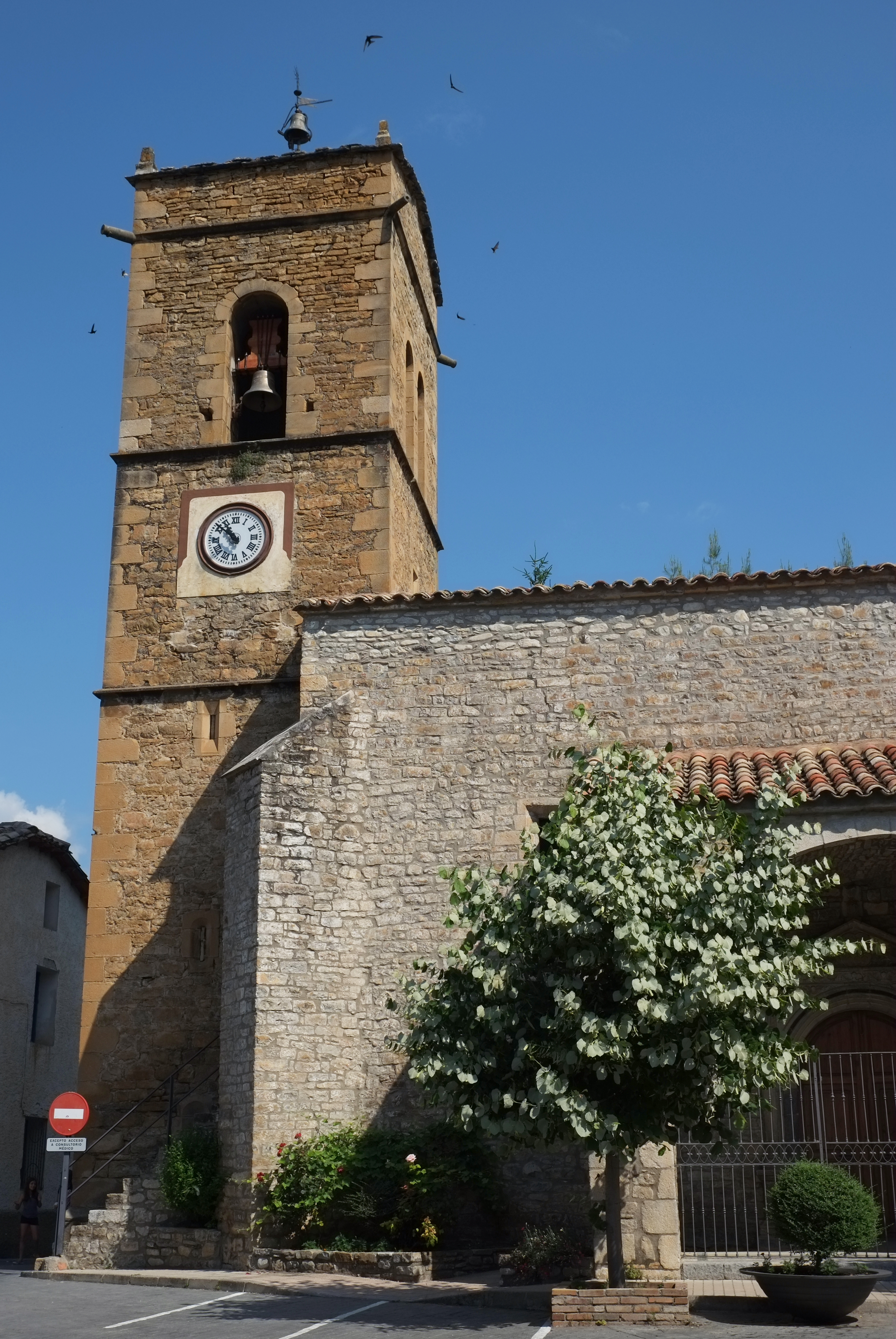
Kirche Nuestra Señora de la Asunción

- Die im Jahr 1560 im Renaissancestil in Form eines lateinischen Kreuzes wiederaufgebaute Kirche Nuestra Señora de la Asunción, ursprünglich aus dem Jahr 960.
- Das Spielzeugmuseum (Museo de Juegos Tradicionales).
- Die mittelalterliche Brücke über den Río Ésera 2 km flussabwärts.

## Persönlichkeiten
- Gaspar Torrente (Campo, 1888–1970), nationalistischer aragonesischer Politiker und Gründer der Partei Estado Aragonés.